# John Shanks

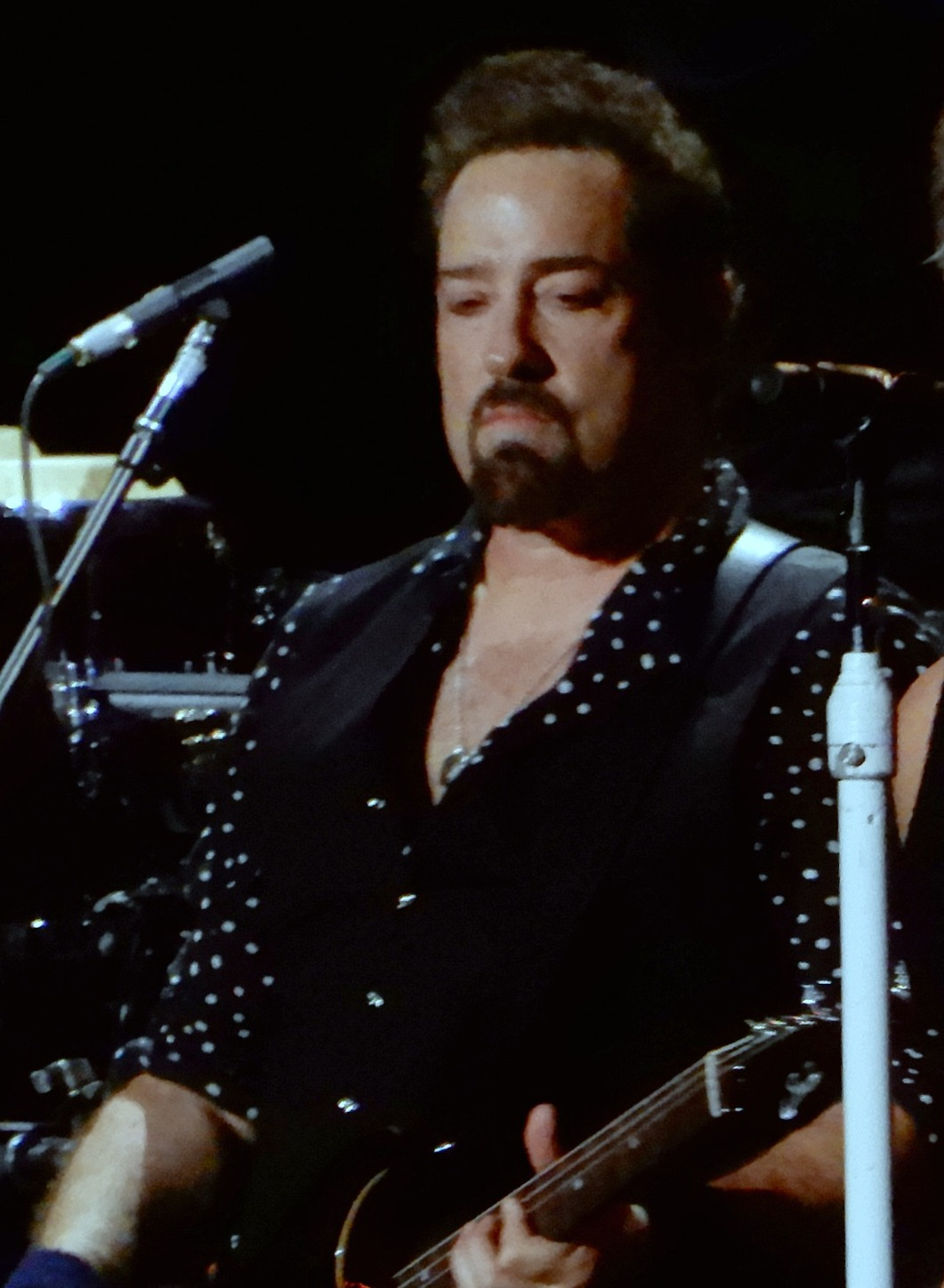
John Shanks (2017)

John Shanks ist ein US-amerikanischer Musikproduzent, Songwriter und Gitarrist. Seit 2016 ist er als Rhythmus-Gitarrist Bestandteil der Live-Band von Bon Jovi.

## Leben
Er begann seine Karriere Ende der 1980er als Gitarrist in der Tourband von Melissa Etheridge. Zwischen 1990 und 1995 schrieb er einige Songs für mehrheitlich unbekannte Rockbands und arbeitete als Studiomusiker. 1995 schrieb er mit Melissa Etheridge einige Songs für ihr AlbumYour little secret. 1999 produzierte er ihr Album Breakdown, welches für drei Grammys nominiert wurde, unter anderem als Bestes Rock-Album. 2001 schrieb Shanks als Co-Writer vier Songs für Michelle Branchs Debütalbum The Spirit Room, darunter auch die erste Hitsingle Everywhere. Er produzierte die ersten beiden Alben von Michelle Branch mehrheitlich selbst. Im Jahre 2001 schrieb zusammen mit Sheryl Crow deren Song Steve McQueen. 2004 produzierte er das Album So Called Chaos der Sängerin Alanis Morissette und stieg damit endgültig zu einem international renommierten Produzenten auf. Im selben Jahr schrieb er mehrere Songs für den australischen Countryrocksänger Keith Urban. Für Ashlee Simpson produzierte Shanks die Alben Autobiography und I Am Me. Daneben arbeitet er regelmäßig mit Melissa Etheridge zusammen, für die er 2004 die LP Lucky produzierte.
2005 gewann er einen Grammy Award als Produzent des Jahres und produzierte Bon Jovis Album Have a Nice Day. Zwischenzeitlich hat er für Künstler und Bands wie Take That, Backstreet Boys, Santana & Steven Tyler, Hilary Duff, Anastacia, Jewel, SHeDAISY oder Unwritten Law als Produzent oder Songwriter gearbeitet.
John Shanks wirkte an sechs Alben von Bon Jovi mit und ist seit Oktober 2016 Mitglied der Live-Band, in welcher er die Rolle von Bobby Bandiera als Rhythmus Gitarrist übernimmt.

## Zusammenarbeit mit Miley Cyrus und Van Halen
Im Jahre 2009 schrieb und produzierte er unter Hollywood Records fast die ganze EP The Time Of Our Lives von Miley Cyrus. Geschrieben und produziert hat er von den gesamten 8 Tracks ganze 5: Kicking and Screaming, When I Look at You (unter anderem auch Soundtrack von Cyrus’ Film Mit dir an meiner Seite) und Talk Is Cheap, die zwei weiteren Songs Obsessed und The Climb hat er nur produziert.
Den größten Erfolg von dieser EP konnte Miley Cyrus mit dem Hit When I Look at You verbuchen, welcher fast vollumfänglich und im Alleingang von John Shanks geschrieben und produziert wurde.
Shanks war Produzent des Albums A Different Kind of Truth der US-Rocker Van Halen. Am 20. Januar 2011 wurde bekannt, dass sich die Band mit John Shanks im Studio befand. Shanks verbreitete die Nachricht über seinen Twitter-Account. Shanks produzierte auch das Album What About Now von Bon Jovi,  das im März 2013 erschien. In Zusammenarbeit mit Jon Bon Jovi schrieb er den Title-Track des bevorstehenden Bon-Jovi-Albums This House Is Not for Sale, welches am 21. Oktober 2016 erscheinen wird. Der im letzten Satz genannte Title-Track des Albums wurde bereits am 12. August 2016 released.